# المركز الوطني للتنافسية
المركز الوطني للتنافسية هو مركز حكومي سعودي، تأسس في يناير 2019، ويهدف إلى تطوير البيئة التنافسية في السعودية وتحسينها، والارتقاء بترتيب المملكة في المؤشرات والتقارير ذات العلاقة، وذلك من خلال دراسة المعوقات والتحديات التي تواجه القطاع العام والخاص وتحديدها وتحليلها، واقتراح الحلول والمبادرات والتوصيات ومتابعة تنفيذها. يرتبط المركز تنظيمياً بمجلس الشؤون الاقتصادية والتنمية.
ساهم المركز ضمن برنامج التحول الوطني وبمشاركة 50 جهة حكومية إضافة للقطاع الخاص في تحقيق المملكة المركز الأول عالميا في إصلاحات بيئة الأعمال بين 190 دولة ضمن مؤشر سهولة ممارسة الأعمال 2020 الصادر عن البنك الدولي، وتقدمت 30 مرتبة عن العام السابق لتحتل المركز 62 بين 190 دولة في العالم يشملها التقرير، كما قلصت الفجوة مع الدول المرجعية الرائدة في العالم بـ7.7 نقاط، وهي تعد الأعلى بين الدول المشاركة.
وقفزت السعودية من المرتبة 141 إلى 38 في مؤشر النشاط التجاري، وفي التجارة عبر الحدود انتقلت من المرتبة 158 إلى المرتبة 86، وفي مؤشر الحصول على الكهرباء من المرتبة 64 عام 2019 إلى 18، وفي مؤشر الحصول على الائتمان من المرتبة 112 إلى 80، وفي مؤشر استخراج تراخيص البناء من 36 إلى 28، وفي مؤشر إنفاذ العقود من المرتبة 59 إلى 51، وفي مؤشر تسجيل الملكية من 24 إلى 19، كما قفزت بمؤشر حماية أقلية المستثمرين من المرتبة 7 إلى المرتبة 3، وفي مؤشر دفع الضرائب من 78 إلى 57.
وعلى صعيد التنافسية فقد حققت المملكة، بحسب تقرير التنافسية العالمي 2019، المركز الأول عالميا بالمشاركة مع دول أخرى في مؤشر استقرار الاقتصاد الكلي الذي اشتمل أيضا على استقرار معدل التضخم والديون، كما أظهر التقرير تقدم السعودية ثلاثة مراكز من حيث التنافسية عن العام 2018، محققة أكبر تقدم في ترتيبها منذ 7 أعوام، لتحتل المركز الثالث عربيا والـ36 عالميا، وحافظت المملكة على المرتبة 17 في حجم السوق، فيما تقدمت إلى المرتبة 19 عالميا في إنتاج السوق، والمرتبة 37 في مؤشر المؤسسات.
تمكنت السعودية من إحراز تقدم جديد في العام 2020 حيث تقدمت إلى المرتبة 24 بفارق مرتبتين عن العام السابق من بين 63 دولة هي الأكثر تنافسية في العالم، بالرغم من الظروف الاقتصادية الناتجة عن جائحة كورونا. وعدّ تقرير التنافسية العالمية 2020 السعودية الدولة الوحيدة التي أحرزت تقدمًا استثنائيًا على مستوى الشرق الأوسط والخليج العربي، كما صنفت بحسب مؤشرات التقرير؛ في المرتبة الثامنة من بين دول مجموعة العشرين G20.
وفي أبريل 2024 صرّح المركز الوطني للتنافسية أن مجموعة البنك الدولي قد اختارت السعودية مركزاً للمعرفة لنشر ثقافة الإصلاحات الاقتصادية عالمياً نظراً لتجربتها الرائدة خلال الأعوام الـ 7 الماضية في تنفيذ الإصلاحات الاقتصادية.
وفي يونيو 2024 ووفقاً لتقرير الكتاب السنوي للتنافسية العالمية، الصادر عن مركز التنافسية العالمي التابع للمعهد الدولي للتنمية الإدارية (IMD)، حققت المملكة العربية السعودية المركز الـ 16 عالمياً من أصل 67 للدول الأكثر تنافسية في العالم.

## اختصاصات المركز
1. العمل على تحسين البيئة التنافسية في المملكة وتطويرها، والارتقاء بترتيب المملكة في التقارير والمؤشرات العالمية ذات العلاقة.
2. التواصل مع الجهات الحكومية والخاصة بما فيها الجمعيات والمؤسسات الأهلية وغير الربحية المعنية، وبناء شراكات معها.
3. اقتراح الخطط الهادفة إلى رفع تنافسية المملكة في مختلف المجالات، ومناقشتها مع الجهات الحكومية والخاصة المعنية والعمل على تطويرها.
4. مراجعة الأنظمة ذات العلاقة وتطويرها، واقتراح التعديلات اللازمة حيالها بالاتفاق مع الجهات الحكومية ذات العلاقة.
5. إجراء البحوث والدراسات في الموضوعات ذات الصلة بأهداف المركز.
6. تحديد المعوقات والتحديات المتعلقة بتطوير البيئة التنافسية، وتقديم المرئيات واقتراح الإصلاحات اللازمة في شأنها. ومتابعة التزام الجهات المعنية بتنفيذها.
7. إبرام مذكرات تفاهم وتعاون مع الجهات الحكومية والقطاع الخاص، من أجل توحيد الجهود الهادفة إلى الارتقاء بالبيئة التنافسية في المملكة.
8. متابعة التزام الجهات الحكومية بإجراء الإصلاحات اللازمة لتحسين تنافسية المملكة.
9. تنظيم المنتديات والمؤتمرات، وعقد الندوات وورش العمل المحلية والإقليمية والدولة التي تعنى بالبيئة التنافسية، وفق الإجراءات النظامية المتبعة.
10. رصد وتحليل جميع المؤشرات والتقارير– التي لها أثر على البيئة التنافسية في المملكة- الصادرة عن منظمات عالمية معتبرة، والعمل على الارتقاء بترتيب المملكة فيها.
11. بناء شراكات إستراتيجية مع منظمات ومراكز تطوير التنافسية العالمية.
12. الاستفادة من ممارسات وتجارب الدول الحائزة على ترتيب متقدم في تقارير ومؤشرات التنافسية الدولية.
13. استطلاع ورصد آراء العموم-عبر الوسائل المختلفة- فيما يتعلق بالبيئة التنافسية في المملكة في مختلف المجالات.
14. بناء قاعدة بيانات توضح ترتيب المملكة في تقارير التنافسية العالمية ومدى التقدم المحرز وانعكاس ما أنجز من إصلاحات على البيئة التنافسية في المملكة.

## تشكيل المجلس
- يكون للمركز مجلس إدارة يتكون من رئيس ونائب يصدر بتعيينهما أمر من رئيس مجلس الوزراء بناءً على ترشيح من مجلس الشؤون الاقتصادية والتنمية، وعضوية كل من:
- ممثل من وزارة العدل.
- ممثل من وزارة الاقتصاد والتخطيط.
- ممثل من وزارة التجارة.
- ممثل من وزارة المالية.
- ممثل من وزارة الطاقة والصناعة والثروة المعدنية.
- ممثل من وزارة الشؤون البلدية والقروية والإسكان.
- ممثل من وزارة الموارد والتنمية الاجتماعية.
- ممثل من وزارة النقل والخدمات اللوجستية.
- ممثل من وزارة الاتصالات وتقنية المعلومات.
- ممثل من وزارة الاستثمار.
- أربعة من المتخصصين من ذوي الخبرة في مجال عمل المركز.